# Ouches
Ouches är en kommun i departementet Loire i regionen Auvergne-Rhône-Alpes i centrala Frankrike. Kommunen ligger i kantonen Roanne-Sud som tillhör arrondissementet Roanne. År 2022 hade Ouches 1 150 invånare.

## Befolkningsutveckling
Antalet invånare i kommunen Ouches
| Referens: INSEE |